# Кривін Марк Григорович
Марк Григорович Кривін (1896, місто Ізяслав Волинської губернії, тепер Хмельницької області — розстріляний 22 серпня 1938, місто Москва, Російська Федерація) — радянський діяч, військовий політпрацівник, військовий комісар та начальник політичного відділу декількох стрілецьких дивізій РСЧА. Член Комісії радянського контролю при РНК СРСР у 1934—1937 роках.

## Життєпис
Народився в єврейській родині прикажчика млина. З жовтня 1911 по серпень 1915 року — учень, підмайстер, майстер зуболікарської школи і майстерні Кліпініцера в місті Катеринославі.
У серпні — грудні 1915 року — рядовий 48-го запасного піхотного батальйону російської армії в Одесі. Комісований із армії за станом здоров'я.
У січні 1916 — квітні 1919 року — технік зуболікарської майстерні Кліпініцера в місті Катеринославі.
У 1918 році закінчив екстерном курс шести класів гімназії на вечірніх курсах для дорослих у Катеринославі.
Член РКП(б) з квітня 1919 року.
У травні — вересні 1919 року — уповноважений штабу і Революційної військової ради із мобілізації нетрудових елементів на окопні роботи Катеринославського укріпленого району в Катеринославі, Києві, Бердянську.
У вересні 1919 — лютому 1920 року — бібліотекар, начальник агітаційного поїзду 44-ї стрілецької дивізії РСЧА.
У березні 1920 — вересні 1922 року — начальник відділу культурно-просвітницької роботи, військовий комісар дивізійної школи РСЧА, заступник начальника політичного відділу 7-ї стрілецької дивізії РСЧА на Південно-Західному фронті, в Гомелі та Києві.
У вересні 1922 — березні 1923 року — помічник військового комісара 24-ї стрілецької дивізії РСЧА у Вінниці.
У березні — листопаді 1923 року — начальник відділення партійного будівництва і начальник оперативного відділу політичного управління Українського військового округу в Харкові.
У листопаді 1923 — лютому 1924 року — помічник військового комісара 80-ї дивізії РСЧА в Артемівську (Бахмуті).
У лютому 1924 — жовтні 1925 року — начальник політичного відділу 23-ї дивізії РСЧА в Харкові.
У листопаді 1925 — грудні 1926 року — військовий комісар, начальник політичного відділу 100-ї стрілецької дивізії РСЧА в Білій Церкві.
У січні — вересні 1927 року — військовий комісар, начальник політичного відділу 30-ї стрілецької дивізії РСЧА в Дніпропетровську.
У вересні 1927 — серпні 1928 року — військовий комісар, начальник політичного відділу 37-ї стрілецької дивізії РСЧА в Гомелі.
У вересні 1928 — червні 1933 року — студент, секретар партійного комітету Московського механіко-машинобудівного інституту імені Баумана.
У червні 1933 — березні 1934 року — інженер-майстер Центрального інституту авіаційного моторобудування імені Баранова в Москві.
З березня 1934 по грудень 1936 року — член, із грудня 1936 по червень 1937 року — в.о. заступника керівника групи воєнного контролю Комісії радянського контролю при РНК СРСР.
28 червня 1937 року заарештований органами НКВС, виключений із членів ВКП(б) та Комісії радянського контролю при РНК СРСР. Засуджений Воєнною колегією Верховного суду СРСР 22 серпня 1938 року до страти, розстріляний того ж дня. Похований на полігоні «Комунарка» біля Москви.
21 квітня 1956 року посмертно реабілітований. 20 червня 1956 року відновлений в членах КПРС.

## Нагороди
- орден Червоного Прапора (1923)